# Чистачи ципела (филм)
Чистачи ципела (итал. Sciuscià) је италијански филм из 1946. године у режији Виторија де Сике. Понекад се сматра његовим првим ремек-делом, филм прати два чистача ципела који упадају у невоље са полицијом након што су покушали да нађу новац за куповину коња.

## Радња
Два пријатеља, Ђузепе Филпучи и Пасквале Мађи, јашу-тестирају коњи. Иако штеде да би купили коња, тешко им је да га приуште, јер живе само од прихода од сијања ципела на улицама Рима.
Једног дана Ђузепеов старији брат Атилио посећује дечаке и каже им да Панза има посао за њих. Пасквале доводи Ђузепеа да упозна Панцу, који им даје два ћебета за продају. Ђузепе и Пасквале носе ћебад гатари, која их купује. Након продаје, Панза, Атилио и још један мушкарац упадају у гатарину кућу, представљајући се као полицајци. Оптужују гатару да рукује украденом робом, и проналазећи Ђузепеа и Пасквалеа, терају их напоље и претварају се да их држе у притвору. Атилио каже дечацима да оду и ћуте, дозвољавајући им да задрже део новца (2.800 лира), као и 3.000 додатних лира. Са овим новцем момци имају довољно да коначно купе коња.
Пошто су купили коња и узјахали га, момци се враћају у град. Тамо их права полиција, у пратњи гатаре, доводи у станицу на испитивање. Полиција оптужује дечаке да су украли 700.000 лира из гатариног дома, које су очигледно украли Панца и Атилио, представљајући се као полицајци. Дечаци негирају све оптужбе и не помињу своје знање о тројици истинских преваранта. Ђузепе и Пасквале су послати у центар за малолетнике. По доласку, Ђузепе и Пасквале су раздвојени.
Преваранти шаљу Ђузепеу пакет напуњен храном и он га дели са својим затвореницима у својој ћелији. Други затвореник, Арканђели, проналази цедуљу у парчету хлеба који Ђузепе дели. То је од Атилиовог шефа и налаже му да не разоткрива брата и другове у вези са преваром. Ђузепе обавештава Пасквалеа; слажу се да не откривају истину.
Касније су дечаци позвани у канцеларију шефа полиције на испитивање. Фрустриран, начелник прети да ће из њих добити информације мучењем. Други полицајац одводи Ђузепеа у споредну собу да га туче. Скривен од Пасквалеовог погледа, Ђузепе је враћен у ћелију, док се друго дете глуми Ђузепеа који вришти. Пасквале, мислећи да његов пријатељ трпи неподношљиве болове, коначно признаје имена Панза и Атилио шефу полиције.
Ђузепе открива да је Пасквале признао када га је мајка посетила и открива да је Атилио, његов брат, обавештен о томе. Ђузепе се суочава са Пасквалеом пред осталим затвореницима, називајући га шпијуном.
У Пасквалеову ћелију је подметнут документ, а Пасквале је бичеван. На званичном судском саслушању, Ђузепе и Пасквале су осуђени на једну и две године затвора. Ђузепе се обавезује на Арканђелијев план бекства. Док се у затвору приказује филм, они беже.
Пасквале каже шефу полиције где су бегунци отишли и води их тамо, али они су већ побегли. Пасквале бежи и затиче Ђузепеа и Арканђелија како јашу на коњу преко моста. Они сјашу и Арканђели бежи али Ђузепе остаје. Пасквале скида појас и почиње да бичује Ђузепеа. Ђузепе пада са моста и удара главом о стене испод. Пасквале плаче над телом свог палог пријатеља док полиција стиже и коњ одјури.

## Глумачка подела
- Франко Интерленги као Пасквале Мађи
- Риналдо Смордони као Ђузепе Филипучи
- Анијело Меле као Рафаеле
- Бруно Ортензи као Арканђели
- Емилио Циголи као Стафера
- Марија Кампи као палмиста (некредитовано)

## Наслеђе
Чистачи ципела је једно од раних италијанских неореалистичких филмова. Године 1948. добио је почаснога Оскара свој висок квалитет. Ова награда је била претеча онога што ће касније постати Оскара за најбољи филм на страном језику.
Полин Кејл, пишући у рецензији објављеној 1961. године, прокоментарисала је: „Живот је, као што показује Чистачи ципела, превише сложен за лаке завршетке. Чишћење ципела није било замишљено у обрасцима романтике или мелодраме; то је једно од оних ретких уметничких дела за које се чини да настају из вреве људског искуства, а да не изгладе грубе ивице или не изгубе оно што већина филмова изгуби — осећај конфузије и несреће у људским стварима... Добијамо нешто огољело, нешто што се излива са екрана... Чистачи ципела имају слаткоћу и једноставност које сугеришу величину осећања, а то је тако ретко у филмским делима да се ради поређења тражи ван филма - да је Моцарт написао оперу смештену у сиромаштву, можда би била овако болна лепота... Ова трагична студија о корупцији невиности је интензивна, саосећајна и изнад свега хумана.“
Орсон Велс је рекао за Чистаче ципела: „Оно што де Сика може, то ја не могу. Недавно сам поново покренуо његове Чистаче ципела и камера је нестала, екран је нестао; то је био само живот.”
Филм је инспирисао серију стрипова Sciuscià, која је трајала од 1949. до 1956.